# Margret Schwekendiek
Margret Schwekendiek (* 8. November 1955) ist eine deutsche Schriftstellerin. Sie benutzt auch das Pseudonym Vanessa Crawford und bei ihren gemeinsamen Veröffentlichungen mit Antje Ippensen Maran O’Connor.

## Leben
Margret Schwekendiek wuchs im Ruhrgebiet und in Ostwestfalen-Lippe auf. Nach der Schule absolvierte sie eine Ausbildung zur Kaufmännischen Buchhalterin. 
Seit 1991 arbeitet sie als Schriftstellerin in verschiedenen Genres. Im Bereich Science-Fiction ist sie für die Serie Star Gate – Tor zu den Sternen als Autorin und Redakteurin sowie als Lektorin für Inhalt und Ablauf verantwortlich. Bei Raumschiff Titan ist sie  Autorin und Redakteurin, zum Teil zusammen mit Horst Hoffmann. Autorin und Ideenlieferantin ist sie bei Rex Corda, Rex Corda Nova und bei Sigam Agelon als Autorin und Ideenlieferantin.
Im Bereich Krimi und Horror schrieb sie mehrere Romane für Larry Brent, auch unter dem Pseudonym Maran O’Connor mit Antje Ippensen. Sie arbeitet auch an der Neuausgabe der Schwarzen Fledermaus, der Krimiserie aus den 1960er Jahren.
Sie verfasste mehr als 120 Heftromane für den Bastei Lübbe Verlag und den Kelter Verlag in den Genres Romantic-Thriller, Bergroman, Arztroman, Fürstenroman, Mami-Roman und für die eigene Serie Der Alpendoktor.
Als Redakteurin ist sie für die Monatszeitschrift Trend, Ortsanzeiger im Kreis Gütersloh, tätig. 
Einige Kurzgeschichten, hauptsächlich aus dem Fantasy- und SF-Bereich, sind im Internetportal Literra zu finden.
Margret Schwekendiek heiratete im Alter von 18 Jahren und hat drei Kinder. 1994 starb ihr Mann. Sie lebt mit der Familie des ältesten Sohnes in einem Mehrgenerationenhaus im Westerwald.

## Werke
- Gefrorene Zeit. Blitz, Windeck 2002.
- Die letzten ihrer Art. Blitz, Windeck 2004.
- Schach den Kyphorern. Blitz, Windeck 2005.
- Spur ins Parakon. Blitz, Windeck 2005.
- Agentin für Lakton. Mohlberg, Köln 2007.
- Festival der Beschützer. Mohlberg, Köln 2007.
- Der Fluch der Beschützer. Mohlberg, Köln 2008.
- Triumph über den Titanen. Mohlberg, Köln 2008.
- Feind im Niemandsland. Mohlberg, Köln 2009.
- Time Travellers. p.machinery, 2012.
- Lex Galactica Band 4 Vom König der Sterne Romantruhe, 2012
- Lex Galactica Band 5 Planet ohne Frieden Romantruhe, 2012
- Lex Galactica Band 6 Die neue Lex Galactica Romantruhe, 2013
- Sherlock Holmes und die Tochter des Henkers Fabylon, 2013 Mit-Autorin